# 1909 aux États-Unis
Pour des articles plus généraux, voir Chronologie des États-Unis et 1909.
Chronologie des États-Unis
- 1905
- 1906
- 1907
- 1908
- 1909
- 1910
- 1911
- 1912
- 1913

Cette page concerne des événements d'actualité qui se sont produits durant l'année 1909 du calendrier grégorien aux États-Unis.

## Événements
- 28 janvier : les troupes américaines quittent Cuba, mais gardent la base de Guantánamo.
- 12 février : fondation à New York de la National Association for the Advancement of Colored People (NAACP) sous l’impulsion de l’historien W.E.B. Du Bois.
- 4 mars : début de la présidence républicaine de William Howard Taft aux États-Unis qui succède à Theodore Roosevelt (fin en 1913).
- 12 juillet : proposition de loi du président Taft sur le XVIe amendement visant à créer un impôt fédéral sur le revenu, ratifiée par la majorité républicaine du Congrès des Etats-Unis : « Le Congrès aura le pouvoir d’établir et de percevoir des impôts sur les revenus, de quelque source dérivée, sans répartition parmi les divers États, et indépendamment d’aucun recensement ou énumération. »
- 15 septembre : inauguration du circuit automobile d'Indianapolis.
- Novembre : début d'une grève générale des ouvrières des ateliers de confection à New York. Plus de 20 000 personnes cessent le travail à l’appel de l’International Ladies' Garment Workers Union (fin en février 1910).
- 1er décembre : intervention américaine au Nicaragua (1909-1933).
- 1 % des firmes assurent 44 % de la production manufacturière. 1 % de la population détient 47 % de la richesse nationale.
- Ford vend 10 700 automobiles en 1909.